# Премия Ассоциации кинокритиков Лос-Анджелеса за лучший анимационный полнометражный фильм
Премия Ассоциации кинокритиков Лос-Анджелеса за лучший анимационный полнометражный фильм (англ. Los Angeles Film Critics Association Award for Best Animated Feature) — одна из ежегодных наград, присуждаемых Ассоциацией кинокритиков Лос-Анджелеса. Впервые вручена в 1989 году. Считается, что она помогает определиться с номинациями на премию «Оскар» за лучший анимационный полнометражный фильм.

## Победители

### 1980е
| Год  | Победитель | Режиссёр(ы)                |
| ---- | ---------- | -------------------------- |
| 1989 | Русалочка  | Рон Клементс и Джон Маскер |

### 1990е
| Год  | Победитель | Режиссёр(ы)                 |
| ---- | --- | --------------------------- |
| 1990 | Спасатели в Австралии | Хендел Бутой и Майк Гэбриел |
| 1991 | Красавица и Чудовище | Гари Труздейл и Кирк Уайз   |
| 1992 | Аладдин | Рон Клементс и Джон Маскер  |
| 1993 | Могучая река (Le fleuve aux grandes eaux) | Фредерик Бак                |
| 1994 | Король Лев | Роджер Аллерс и Роб Минкофф |
| 1995 | История игрушек | Джон Лассетер               |
| 1996 | Невероятные приключения Уоллеса и Громита: Стрижка «под ноль», В мире животных , Невероятные приключения Уоллеса и Громита: Пикник на Луне, и Невероятные приключения Уоллеса и Громита: Неправильные штаны | Ник Парк                    |
| 1997 | Геркулес | Рон Клементс и Джон Маскер  |
| 1997 | Дух Рождества | Трей Паркер и Мэтт Стоун    |
| 1998 | Приключения Флика | Джон Лассетер               |
| 1999 | Стальной гигант | Брэд Бёрд                   |

### 2000е
| Год  | Победитель                                           | Режиссёр(ы)                     |
| ---- | ---------------------------------------------------- | ------------------------------- |
| 2000 | Побег из курятника                                   | Питер Лорд и Ник Парк           |
| 2001 | Шрек                                                 | Эндрю Адамсон и Вики Дженсон    |
| 2002 | Унесённые призраками (Sen to Chihiro no Kamikakushi) | Хаяо Миядзаки                   |
| 2003 | Трио из Бельвилля (Les triplettes de Belleville)     | Сильвен Шоме                    |
| 2004 | Суперсемейка                                         | Брэд Бёрд                       |
| 2005 | Уоллес и Громит: Проклятие кролика-оборотня          | Стив Бокс и Ник Парк            |
| 2006 | Делай ноги                                           | Джордж Миллер                   |
| 2007 | Персеполис                                           | Венсан Паронно и Маржан Сатрапи |
| 2007 | Рататуй                                              | Брэд Бёрд                       |
| 2008 | Вальс с Баширом (Vals Im Bashir)                     | Ари Фольман                     |
| 2009 | Бесподобный мистер Фокс                              | Уэс Андерсон                    |

### 2010е
| Год  | Победитель                                                            | Режиссёр(ы)                                   |
| ---- | --------------------------------------------------------------------- | --------------------------------------------- |
| 2010 | История игрушек: Большой побег                                        | Ли Анкрич                                     |
| 2011 | Ранго                                                                 | Гор Вербински                                 |
| 2012 | Франкенвини                                                           | Тим Бёртон                                    |
| 2013 | Эрнест и Селестина: Приключения мышки и медведя (Ernest et Célestine) | Стефани Обье, Венсан Патар, и Бенжамин Реннер |
| 2014 | Сказание о принцессе Кагуя (Kaguya-hime no Monogatari)                | Исао Такахата                                 |
| 2015 | Аномализа                                                             | Чарли Кауфман и Дьюк Джонсон                  |
| 2016 | Твоё имя (Kimi no Na wa)                                              | Макото Синкай                                 |
| 2017 | Добытчица                                                             | Нора Туми                                     |
| 2018 | Человек-паук: Через вселенные                                         | Роберт Персичетти, Питер Рэмси и Родни Ротман |
| 2019 | Я потеряла своё тело                                                  | Жереми Клапен                                 |

### 2020е
| Год  | Победитель                  | Режиссёр(ы)            |
| ---- | --------------------------- | ---------------------- |
| 2020 | Легенда о волках            | Томм Мур и Росс Стюарт |
| 2021 | Побег                       | Йонас Поэр Расмуссен   |
| 2022 | Пиноккио Гильермо дель Торо | Гильермо дель Торо     |
| 2023 | Мальчик и птица             | Хаяо Миядзаки          |
| 2024 | Поток                       | Гинтс Зильбалодис      |